# موزه هنر مک‌نی
موزه هنر مک‌نی (به انگلیسی: McNay Art Museum) قدیمیترین موزه هنرهای معاصر در تگزاس است. این موزه در سن آنتونیو قرار دارد.
این موزه حاوی ۲۰٬۰۰۰ عدد تابلوی نقاشی، مجسمه و کارهای هنری از قرن ۱۹ میلادی به بعد است.
این موزه سالانه ۱۲۵٬۰۰۰ بازدیدکننده دارد.

## پیشینه
ماریون کوگلر (به انگلیسی: Marion Koogler)، بانوی ثروتمند اهل اوهایو، پس از نقل مکان به سن آنتونیو در سال ۱۹۱۸، با سرجوخه دان دنتون مک نی (به انگلیسی: Don Denton McNay) ازدواج کرد اما شوهرش مبتلا به آنفلوآنزا شد و یک سال بعد درگذشت.
در سال ۱۹۲۷ او و همسر جدیدش دونالد اتکینسون (به انگلیسی: Donald T. Atkinson)، سفارش طرح بنای اصلی ساختمان این موزه را به دو معمار محلی بنامهای اتلی و رابرت آیرز (به انگلیسی: Atlee and Robert Ayres) به سبک استعماری اسپانیای جدید (به انگلیسی: Spanish colonial revival) داد.
خانم مک نی در هنگام فوتش در ۱۹۵۰، نزدیک به ۷۰۰ تابلوی نفیس از سرتاسر کشور و اروپا جمع‌آوری کرده بود. طبق وصیت خود، تمامی این تابلوها، ساختمان منزلشان و ۱۰ هکتار باغهای اطراف برای تأسیس نخستین موزه هنرهای معاصر تگزاس بکار رفت.
اما پس از چند مرتبه افزودن قسمتهایی به ساختمان اصلی، در سال ۲۰۰۸ معمار فرانسوی ژان-پل ویگیه (به فرانسوی: Jean-Paul Viguier) قسمت جدیدی به موزه افزود که با سبک نوگرایی طراحی شده‌است.

## نگارخانه

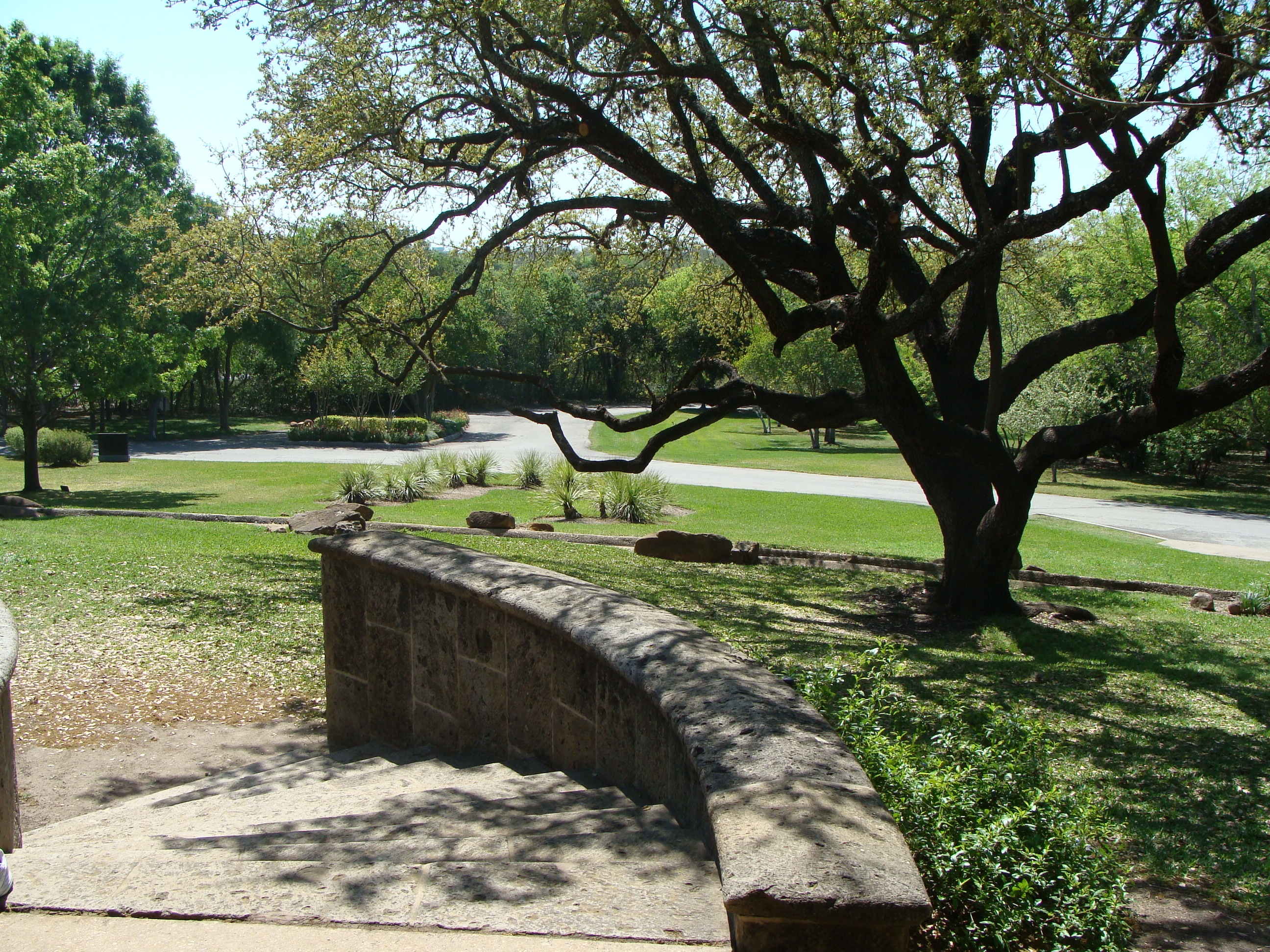
محوطهٔ باغ موزه
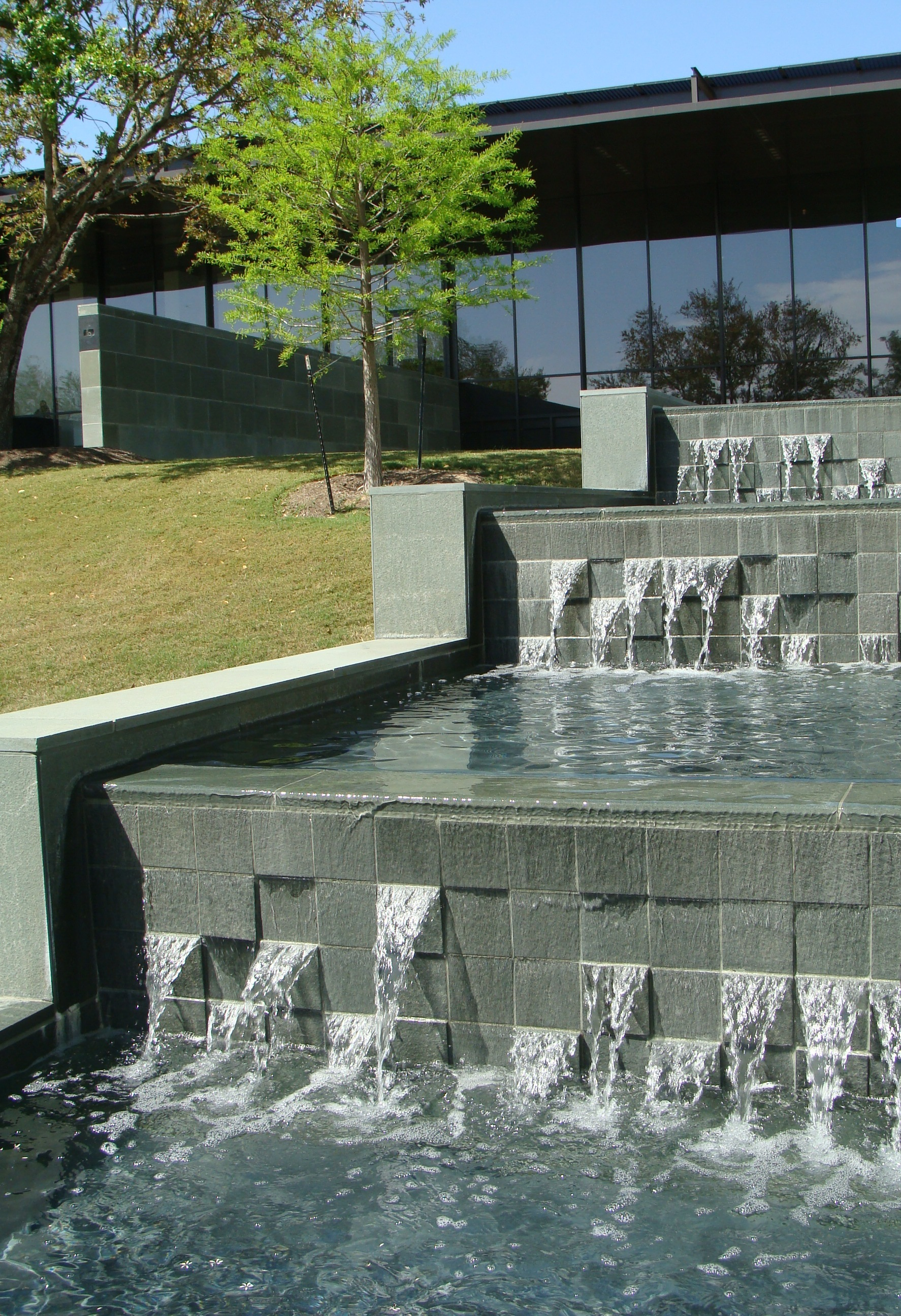
محوطه و ساختمان اضافه شده توسط ژان-پل ویگیه
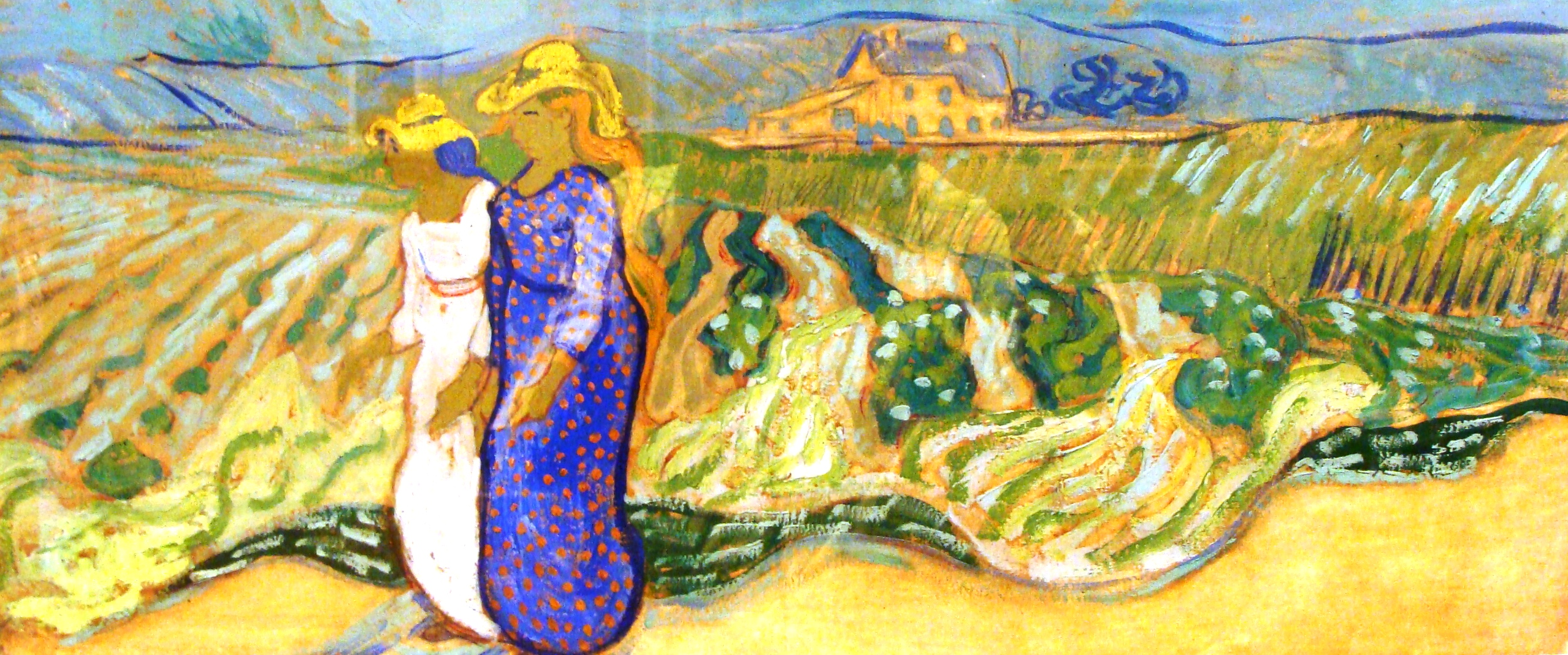
اثری از وینسنت ونگوگ به سال ۱۸۹۰
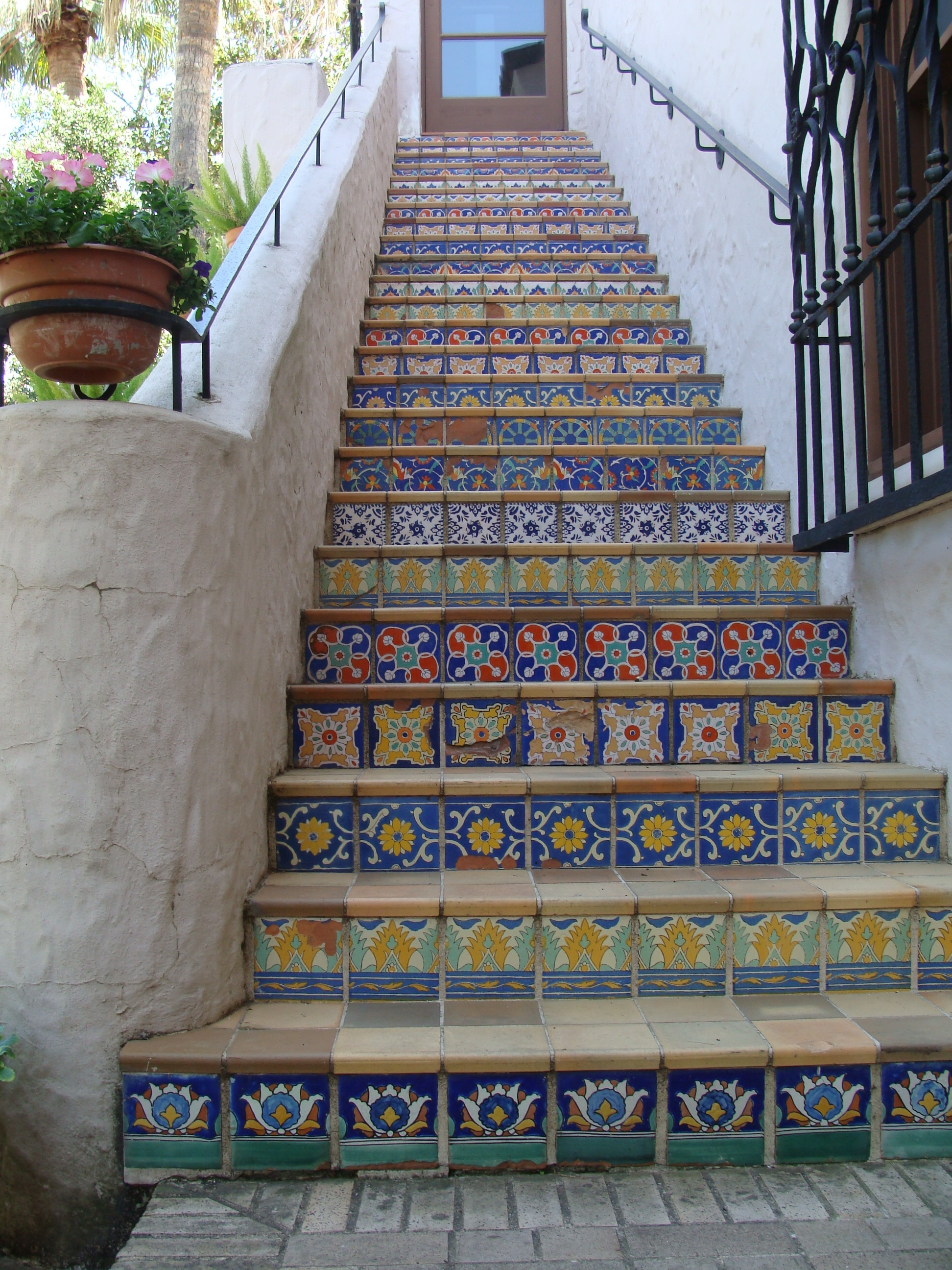
پله‌های کاشی نقش دار

## جستارهای مربوطه
- موزه هنر سن آنتونیو